# ジャッジ (漫画)
『ジャッジ』は、細野不二彦による日本の漫画。『週刊漫画アクション』」の増刊誌である『アクションBROTHER』（双葉社）において1987年から1989年まで、『COMICアクションキャラクター』（同）において1990年から1991年まで連載された。全21話。

## 概要
霊能力で悪を裁く「闇の司法官」を主人公とした作品。当初は勧善懲悪とバイオレンスが目指されていたが、オカルト、特に心霊現象に強い興味を持つ細野の性格を反映して、次第に心霊の色の濃い物語になり、さらに因果応報をテーマとして強く取り上げるようになった。
主要登場人物の1人が紀文の豆乳を愛飲する場面があり、紀文から細野のもとへ礼状とともに大量の豆乳が贈られたという逸話もある。
『アクションBROTHER』での連載期間中には1回のみ、本編とはかかわりのないセルフパロディの番外編「細野不二彦劇場 霊能者・逢魔霊太郎の事件簿」が掲載された。単行本にはアクションコミックスEXにのみ収録されている。

## あらすじ
人の世の法で網羅できない悪のあるとき、その犠牲となって死んだ者の代弁者として、霊能力によって罪人を裁く一族が数百年の昔より存在していた。人呼んで「闇の司法官」。霊媒師一族の末裔である主人公・逢魔法一郎は、浮かばれない霊たちに代わり、闇の司法官として裁けぬ悪を討つ。

## 登場人物
声優の表記は、後述のOVAのもの。
逢魔 法一郎（おうま ほういちろう）
声 - 塩沢兼人
主人公。普段の姿は冴えないサラリーマンだが、実は霊媒師・逢魔一族の末裔であり、闇の法のもとに悪人たちを裁く「闇の司法官」の1人。人間の皮で作られた一族の判例集「闇の六法全書」で死者たちの訴えを聞き、霊能力によって悪人たちを葬り去る。
自らの能力と役割に誇りを持っており、それを穢す者は同族であっても裁きを与える。
七瀬（ななせ）
声 - 伊藤美紀
法一郎の同僚にして恋人。しっかり者で、法一郎のダメぶりに呆れつつも、何かと世話を焼く。闇の司法官のことは知らないが、霊的な形で協力した事もある。
野村 修介（のむら しゅうすけ）
特捜検事。法に忠実に悪を罰することを信念とする正義漢。法一郎の学生時代からの友人であり、法一郎の情報源となることも多い。
四文 裕神（しもん ひろみ）
声 - 西村知道
通称「闇の弁護士」。法一郎たち闇の司法官の天敵といえる霊能者であり、祟り・呪詛などあらゆる霊的な災いから生者を守ることを生業とする。法一郎の闇の六法全書と同じく、人皮製の手袋を自在に操る。普段は依頼人を守り勝つ事を優先して真実は二の次であるかのような態度を取っているが、人並みの正義感は持っており法一郎と対立しつつも協力することもある。
オカルトで飯を食う人間ながら、デジタル技術に興味があって電気街巡りが趣味。

## アニメ
『闇の司法官ジャッジ』の題で、単行本第1巻より第1話、および法一郎と四文の初めての対決のエピソードをアニメ化し、OVAとして1991年8月1日に発売された。全1巻。同年6月15日には、劇場での先行公開が行われた。
- 監督 - 根岸弘
- 製作 - 肥田光久、高橋豊
- プロデューサー - 加藤長輝、風間康久
- 企画 - 沢登昌樹
- 脚本 - 千葉克彦
- キャラクターデザイン・作画監督 - 松尾慎
- 美術監督 - 大山哲範
- 美術デザイン - 砂川千里
- 色彩設定 - 大貫けいこ
- 撮影監督 - 高橋明彦
- 編集 - JAY FILM
- 音楽 - 今泉敏郎
- 音響監督 - 松浦典良
- 制作 - アニメイトフィルム
- 製作・著作 - ムービック、ソニー・ミュージックエンタテインメント